# كأس الدوري الياباني 1992
كأس الدوري الياباني 1992 (باليابانية: 1992年のJリーグカップ) هو الموسم 1 من كأس الدوري الياباني. أشرف على تنظيمه دوري الدرجة الأولى الياباني، وكان عدد الأندية المشاركة فيه 10، وفاز فيه طوكيو فيردي.